# سقف

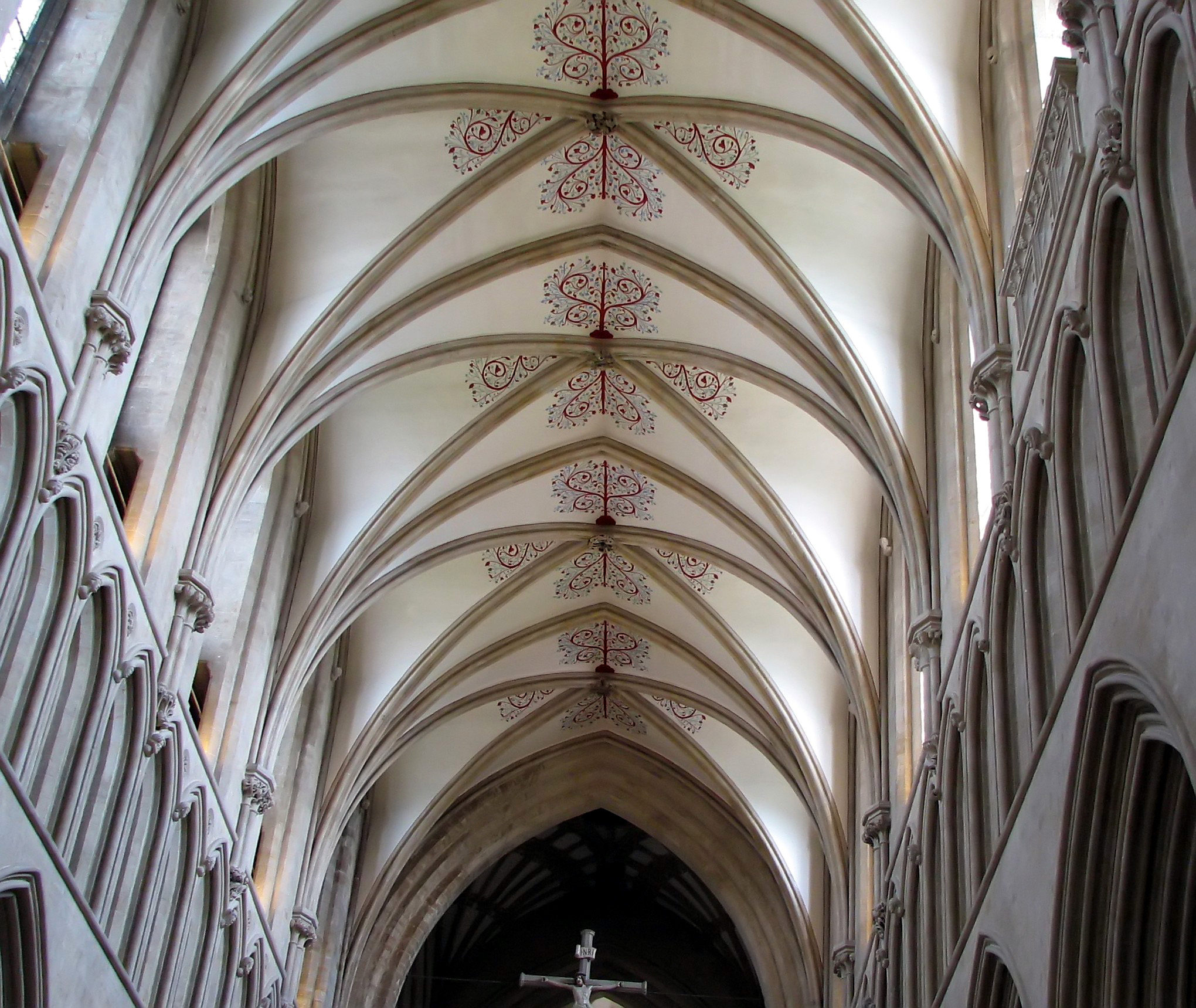
سقف کلیسای جامع ولز، انگلستان.

سقف یا آسمانه به سطح بالایی یک اتاق یا یک سازه گویند. در ساختمان‌های یک طبقه سقف برای محافظت از نور آفتاب، برودت، باران و برف و در ساختمان‌های چند طبقه علاوه بر این کار برای جداسازی طبقات از یکدیگر استفاده می‌شود به گونه‌ای که سقف یکی زمین دیگری محسوب می‌شود. در مناطق سردسیر ارتفاع سقف تا کف معمولاً کم می‌باشد تا محل راحتتر گرم شود و در مناطق گرمسیر به خاطر جریان داشتن هوا عموماً ارتفاع سقف زیادتر می‌باشد.

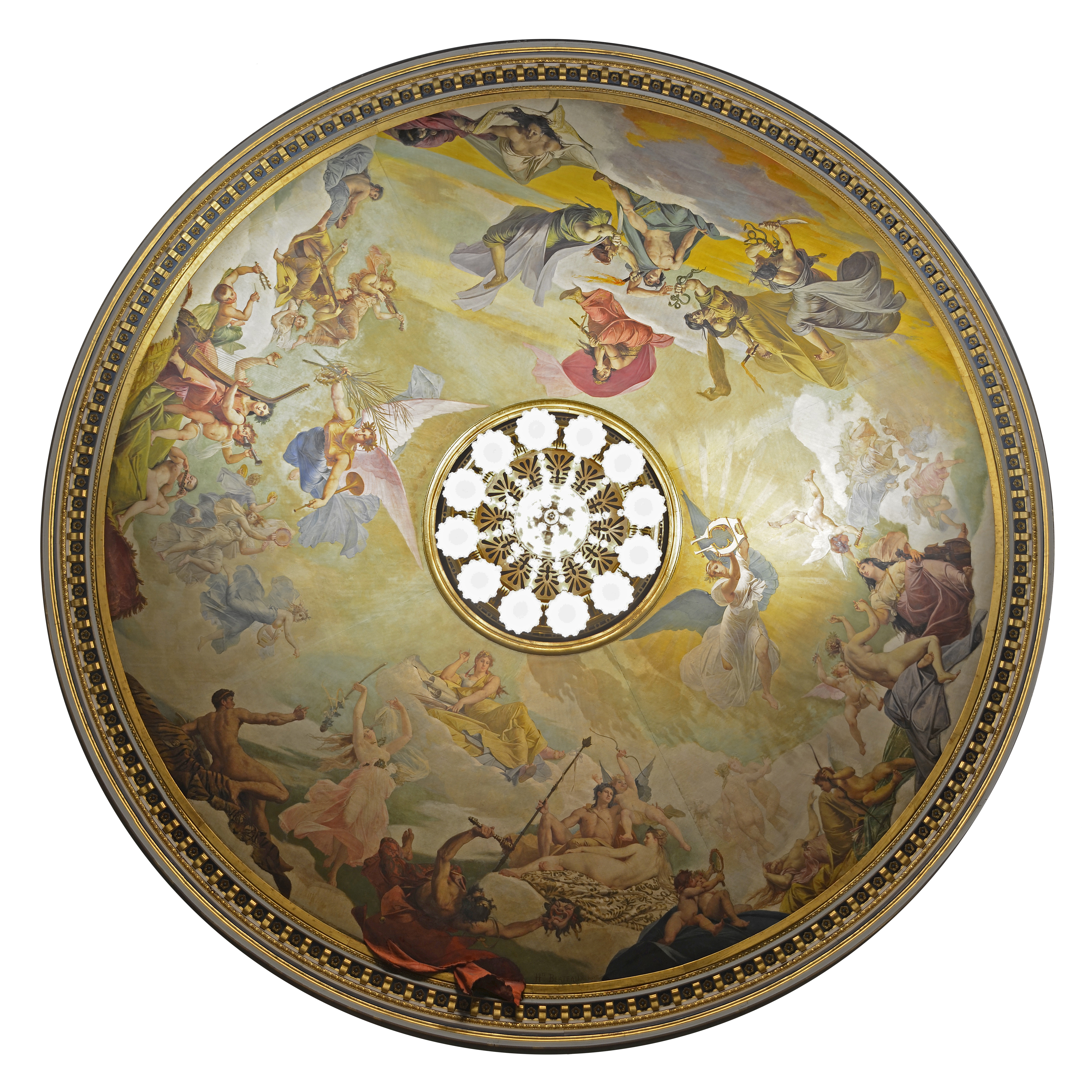
سقف تیاتر گراسلین(پاناروما)، فرانسه

## انواع سقف
- سقف متحرک
- سقف نیازیت
- طاق ضربی
- کامپوزیت
- دال بتنی
- کامپوزیت کرومیت
- تیرچه و بلوک
- سقف L.C.P
- تیرچه و بلوک کرومیت
- متال دک
- یوبوت
- سقف سبک
- سقف وافل

### فضاهای مورد استفاده از سقف متحرک
- سقف استخر ها (چه عمومی و چه منازل)
- رستوران ها و فضاهای تفریحی
- پارک های آبی
- حسینیه ها
- سالن های ورزشی
- مساجد

## انواع سقف کاذب
- سازه نمایان
- سقف مشبک با تایل فلزی
- سقف مشبک با تایل گچی
- سقف کاذب یکپارچه
- سازه پنهان
- تایل گچی ساده
- تایل گچی آکوستیک
- سقف کاذب به صورت باکس
- انواع تایلهای گچی
- سقف کاذب به صورت باکس و نور مخفی
- سقف کاذب (pvc)

## نگارخانه

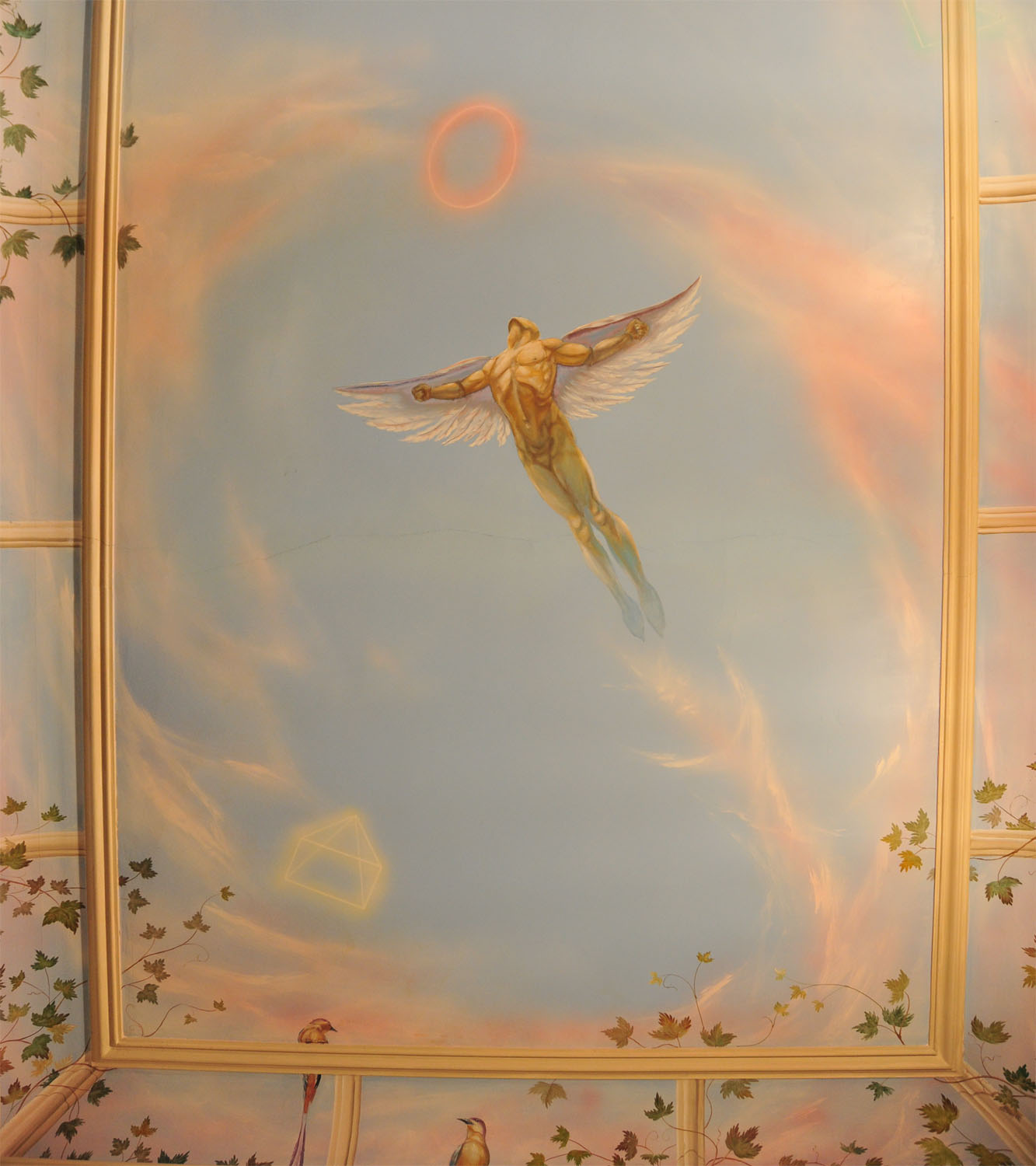
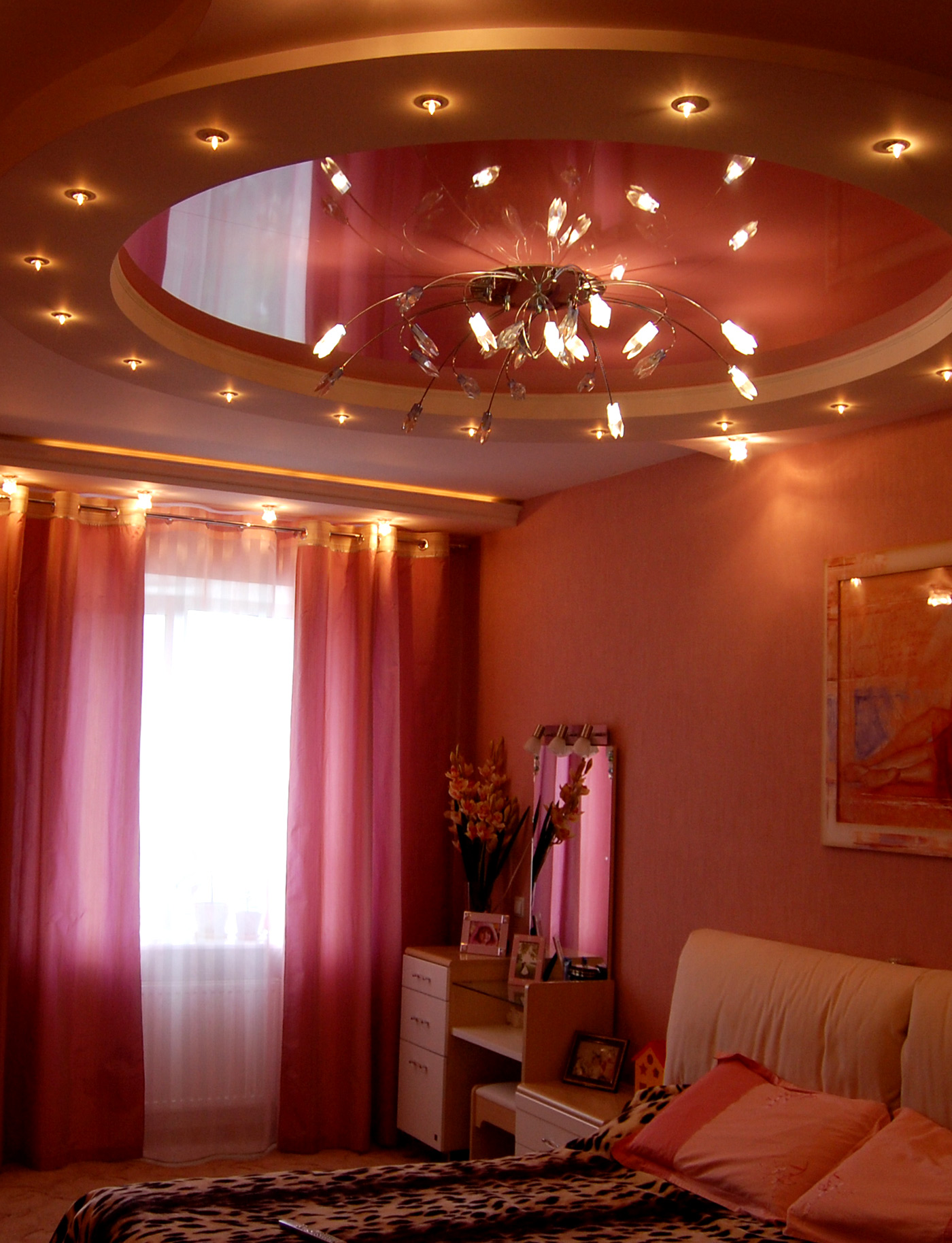
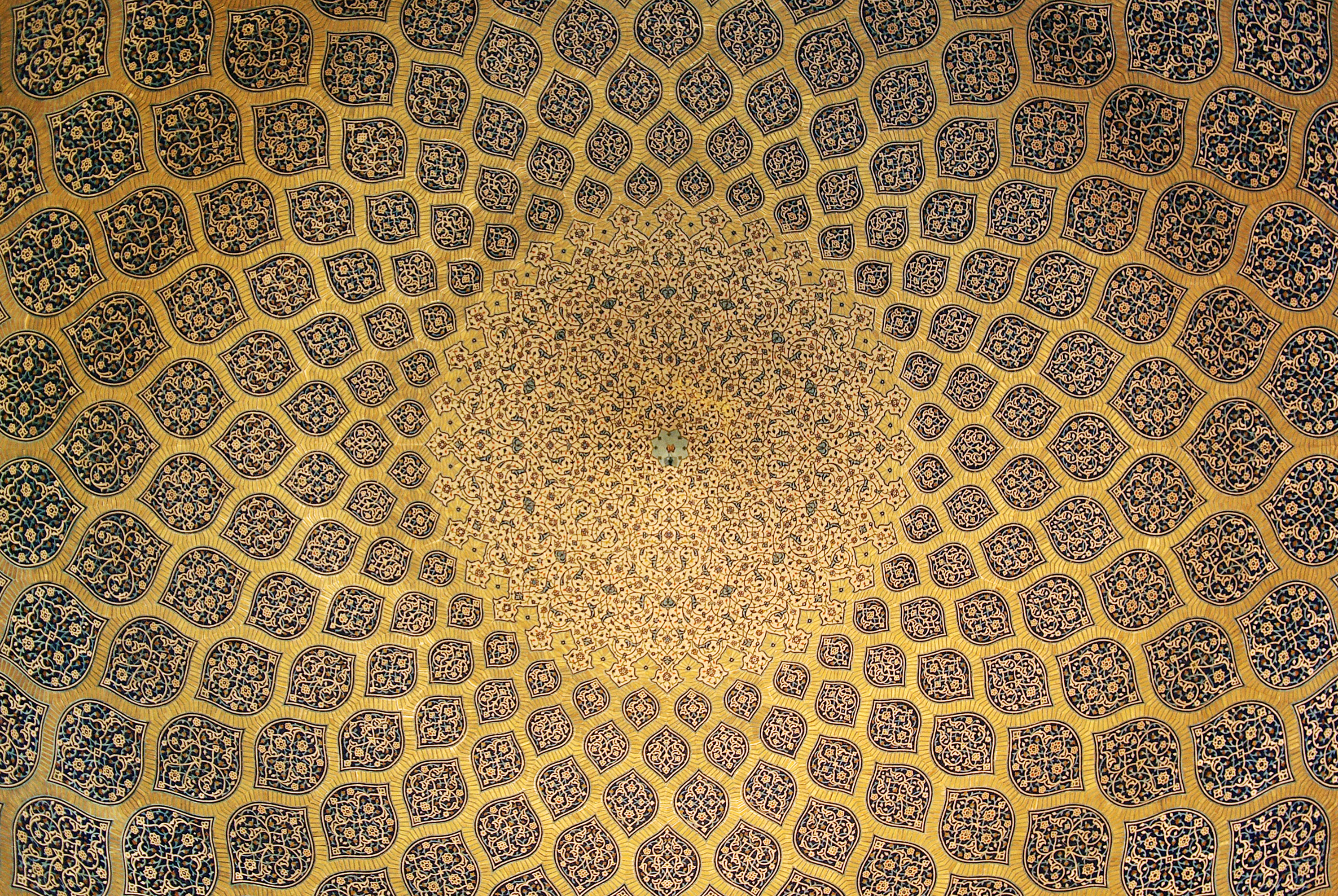
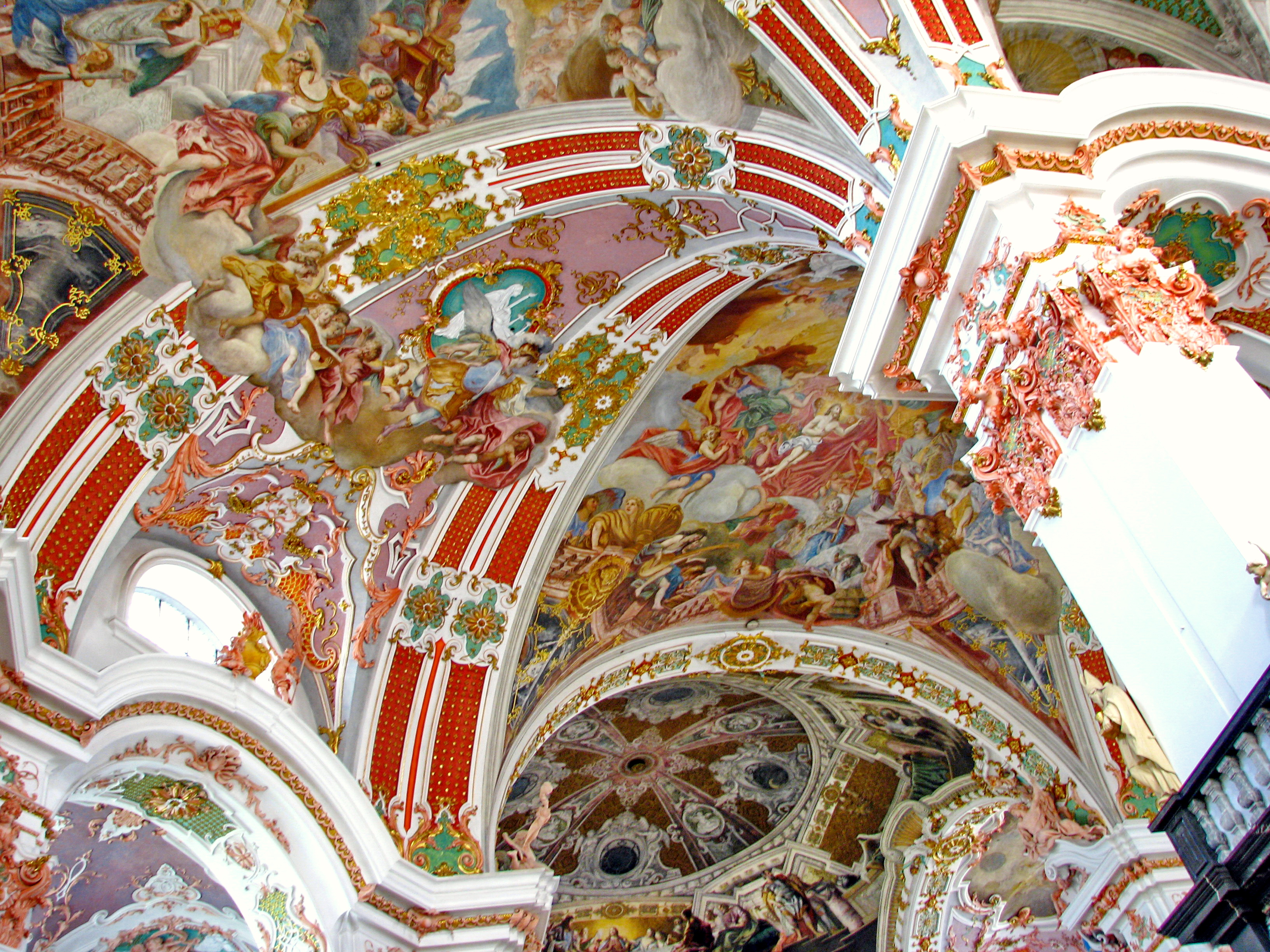
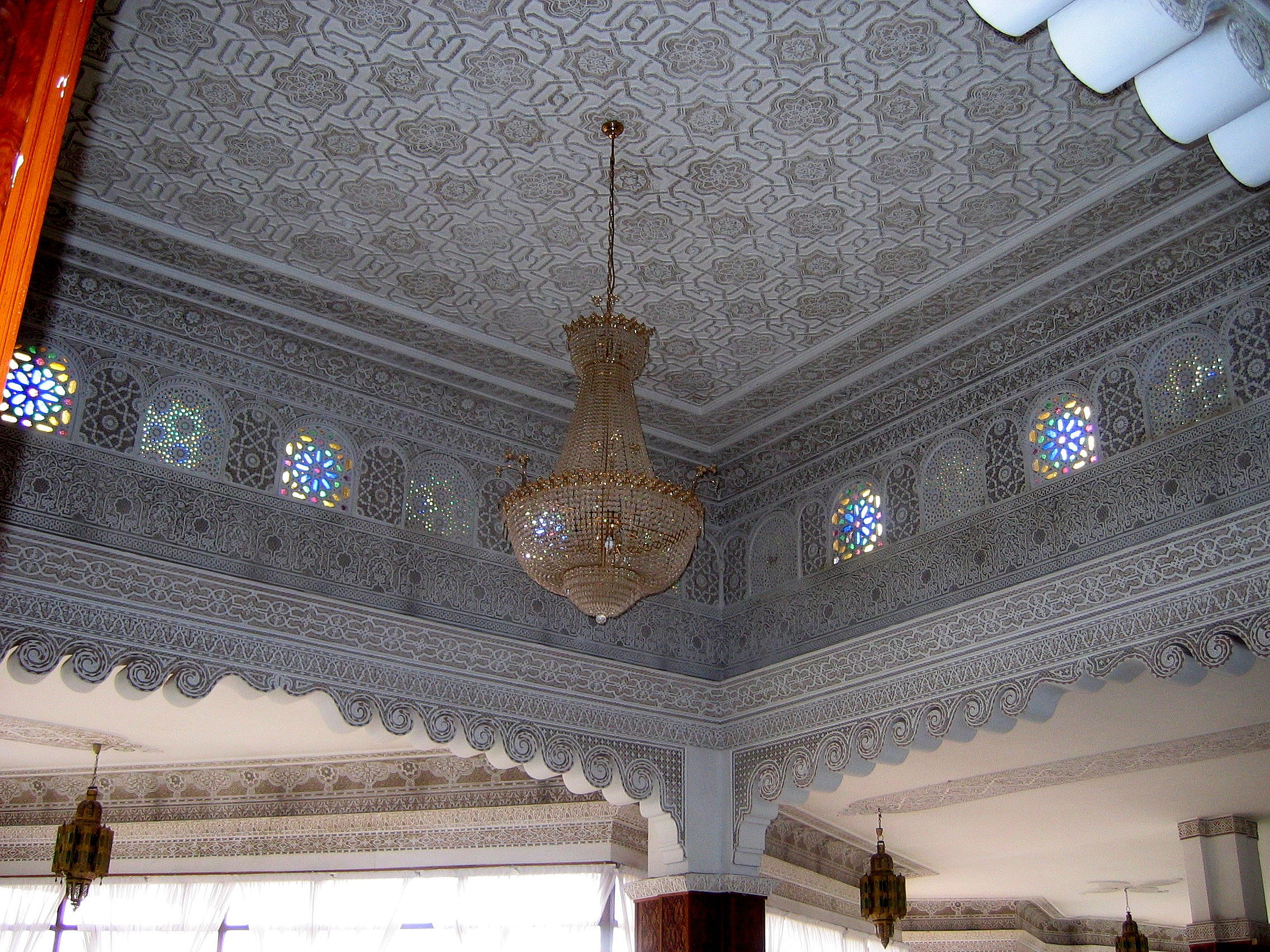
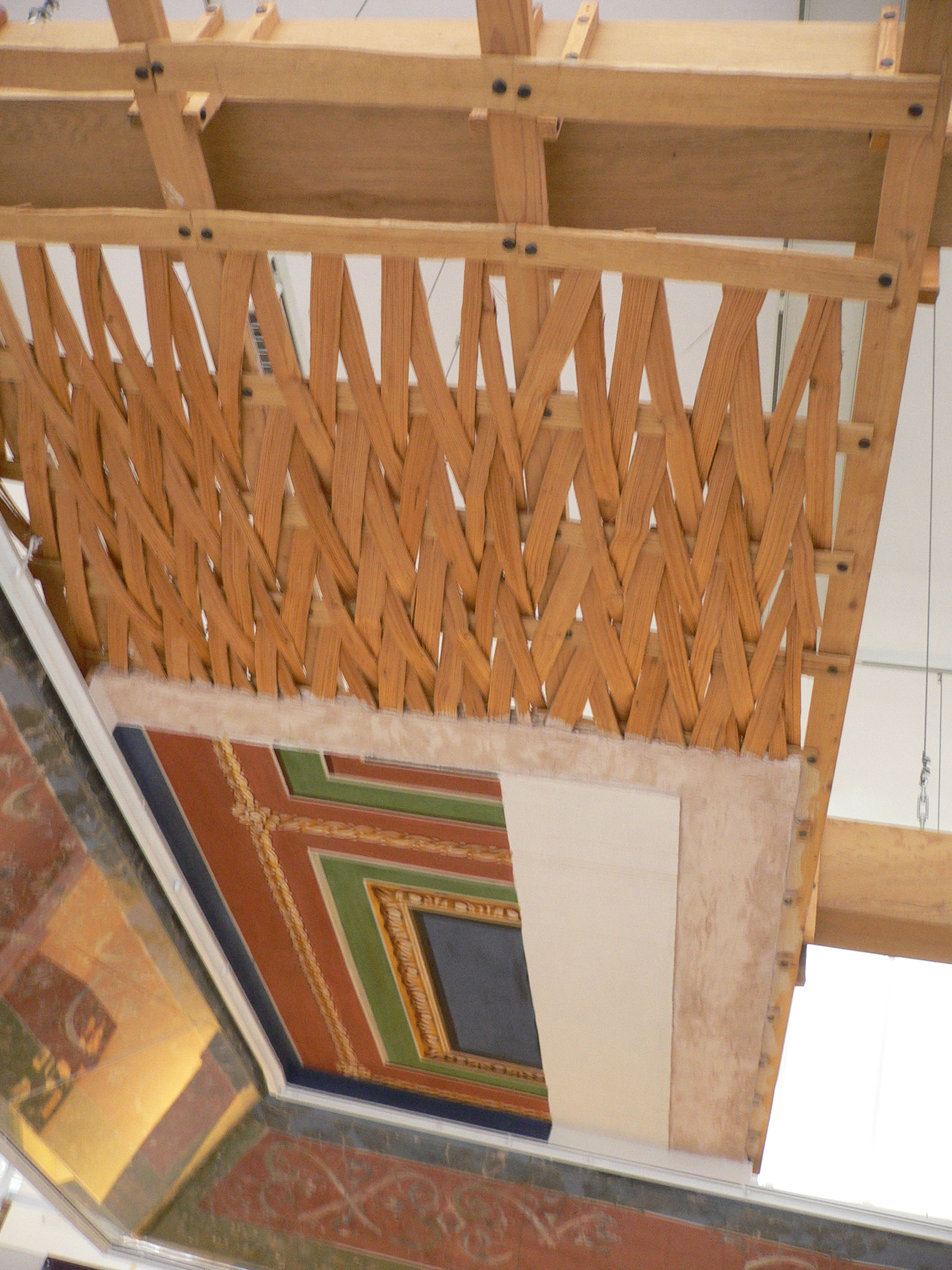
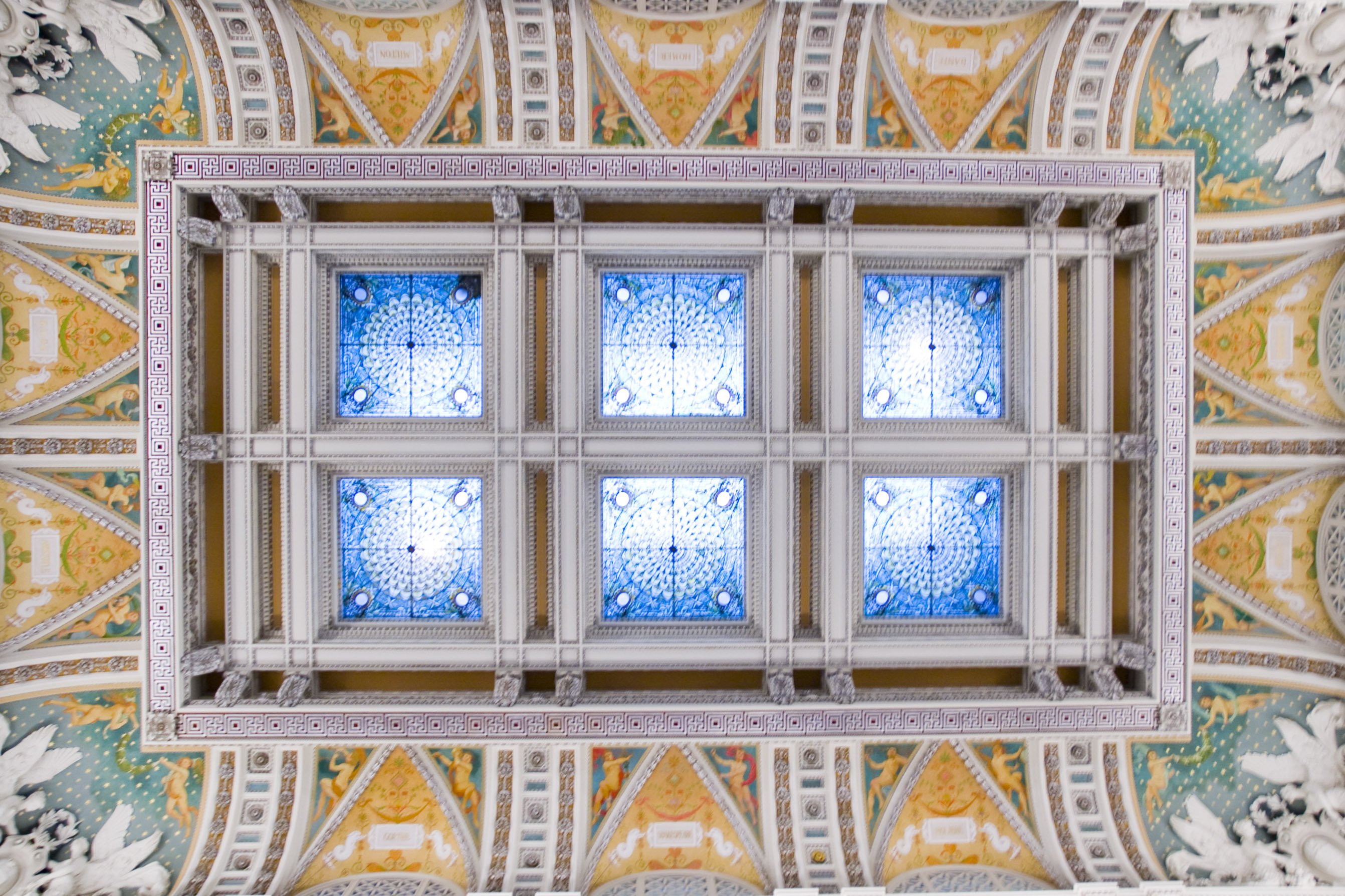
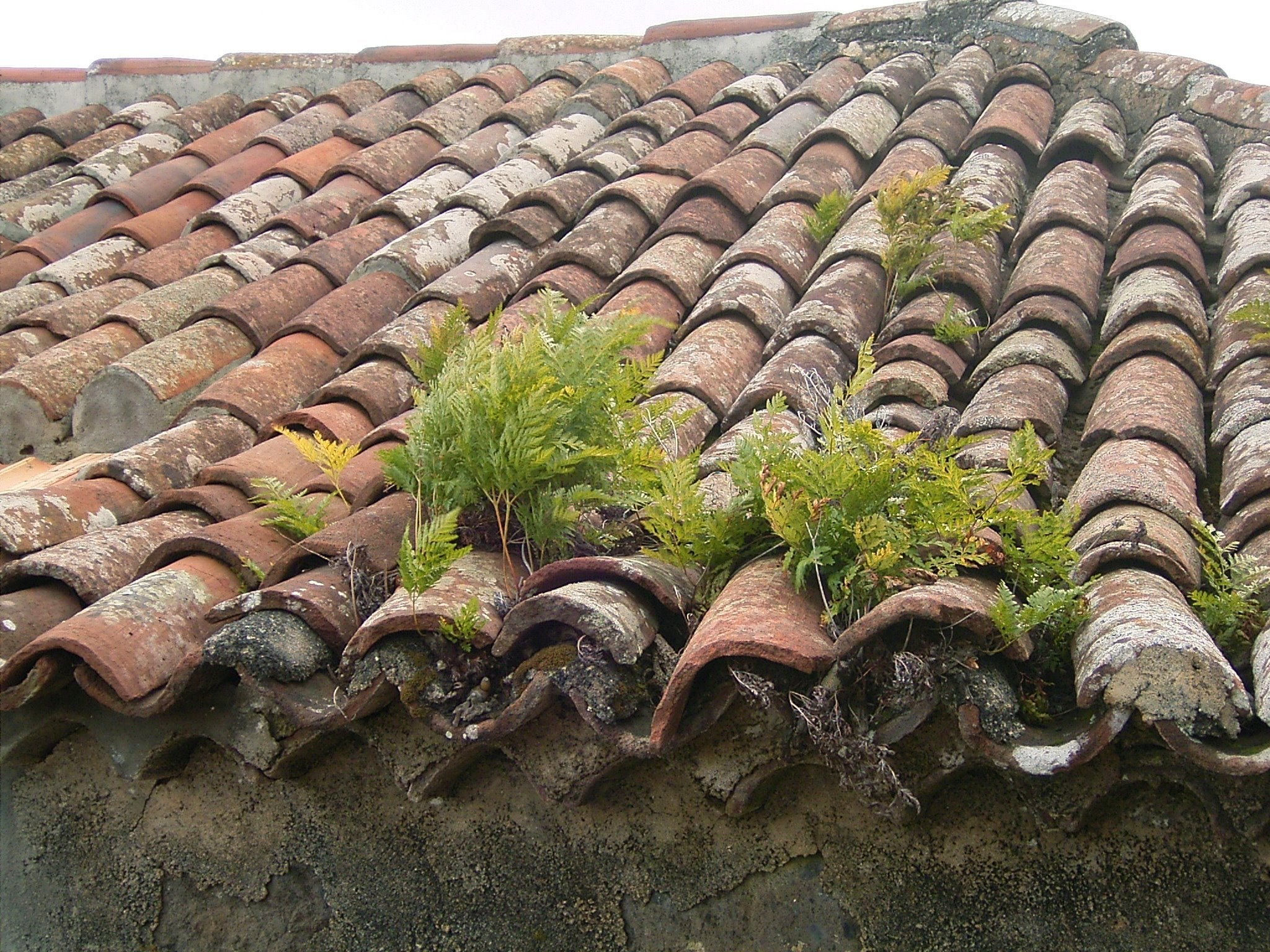
سقف شیروانی از بیرون در جزایر قناری